# كوين أبيناكيو
كوين أبيناكيو (من مواليد 11 فبراير 1996) هي عارضة أزياء أوغندية وحاملة لقب ملكة جمال أوغندا 2018. مثلت أوغندا في ملكة جمال العالم 2018 في الصين وتوجت ملكة جمال أفريقيا 2018 في المسابقة ، وفازت في جزء التحدي المباشر وجهاً لوجه من المسابقة ، ووضعت في المراكز الخمسة الأولى ، كما انها أول أوغندية تصل هذا العرش في هذه المسابقة السنوية.

## الحياة الشخصية
ولدت في مقاطعة مايوج ، لأبوين أوغنديين ، تشارلز سيمبرا ، من مقاطعة مايوج ، وأليس كاياموليسير ، من موتورو ، من مقاطعة كابارول . التحقت بالمدرسة الثانوية فتيات سانت جوزيف نسامبيا ثم تخرجت من كلية الأعمال بجامعة ماكيريري بدرجة في حوسبة الأعمال .